# Giulio Pontedera
Giulio Pontedera (Vicenza, 7 de mayo de 1688 - Lonigo, 3 de septiembre de 1757) fue un botánico italiano. Fue profesor de Botánica en Padua, y director de su Jardín botánico.
Estudia en Padua Filosofía, Medicina e Historia natural. Giovanni Battista Morgagni y Giovanni Poleni lo entusiasman para que se perfeccione en Botánica, y así defiende su tesis doctoral en la especialidad, en 1715.
Aunque rechazó el sistema binomial de Carlos Linneo, Linneo fue corresponsal de Pontedera, y en su honor nombró al género Pontederia y a la familia Pontederiaceae.

## Obra
- Compendium tabularum botanicarum : in quo plantae CCLXXII. ab eo in Italia nuper detectae recensentur. Padua, 1718
- Anthologia, sive, De floris natura libri tres, plurimis inventis, observationibusque, ac aereis tabulis ornati. Padua, 1720
- Antiquitatum Latinarum Graecarumque enarrationes atque emendationes : praecipue ad veteris anni rationem attinentes epistolis LXVIII. comprensae et tabulis plurimis ornatae. Padua, 1740